# Begonia rubella
Espèce
Synonymes
- Begonia scutata Wall. ex A.DC.[1]

Begonia rubella est une espèce de plantes de la famille des Begoniaceae. Ce bégonia est originaire d'Asie du Sud. L'espèce fait partie de la section Diploclinium. Elle a été décrite en 1825 par David Don (1799-1841), à la suite des travaux de Francis Buchanan-Hamilton (1762-1829). L'épithète spécifique rubella signifie « rouge pâle », qui se teinte de rouge.

## Répartition géographique
Cette espèce est originaire des pays suivants : Bhoutan ; Inde ; Népal.